# Potenstal
Et potenstal er et naturligt tal n der kan skrives som en potens n=ba hvor b og a>1 også er naturlige tal.
For eksempel er 20736 et potenstal fordi det kan skrives 124.
Særlige eksempler på potenstal er kvadrattal (a=2) og kubiktal (a=3).